# 't Brouwerskolkje
Restaurant  Brouwerskolkje Exclusief, voorheen beter bekend als 't Brouwerskolkje, is een restaurant in de Noord-Hollandse plaats Overveen in het park Brouwerskolk. De eigenaar van het restaurant is Bas Dortmundt.

## Geschiedenis
Tot 2012 was Moshik Roth chef-eigenaar van het restaurant, die het restaurant samen met zijn vrouw Els leidde. Het restaurant had in zijn tijd twee Michelinsterren. Roth kreeg zijn eerste ster in 2006 en in 2009 volgde zijn tweede.
In juni 2011 werd bekend dat Roth zijn restaurant in 2012 naar Amsterdam zou verhuizen en verdergaat onder de naam &samhoud places'. Daar kreeg de chef op 26 november 2012 opnieuw twee Michelinsterren in de gids voor 2013.
In 2012 was Martin Faber eigenaar van Brouwerskolkje. In november 2017 nam Bas Dortmundt Brouwerskolkje over en heropende het restaurant in april 2018 onder de naam Brouwerskolkje Exclusief.